# قلمرو پاپوآ
قلمروی پاپوآ (به لاتین: Territory of Papua) یک سرزمین در پاپوآ گینه نو است.